# Ischnopoda atra
Ischnopoda atra är en skalbaggsart som först beskrevs av Johann Ludwig Christian Gravenhorst 1806.  Ischnopoda atra ingår i släktet Tachyusa, och familjen kortvingar. Arten är reproducerande i Sverige.